# بوريس أكونين
بوريس أكونين (بالروسية: Борис Акунин) وإسمه الكامل غريغوري شالفوفيتش تشخارتيشفيلي (بالروسية: Григорий Шалвович Чхартишвили) هو كاتب ومترجم روسي من أصل جورجي يهودي ولد في يوم 20 مايو 1956 في مدينة زيستابوني في جمهورية جورجيا الاشتراكية السوفيتية في الإتحاد السوفييتي عرف برواياته التاريخية والتحقيقية.

## روابط خارجية
- بوريس أكونين على موقع IMDb (الإنجليزية)
- بوريس أكونين على موقع ميوزك برينز (الإنجليزية)
- بوريس أكونين على موقع ديسكوغز (الإنجليزية)
- بوريس أكونين على موقع قاعدة بيانات الفيلم (الإنجليزية)
- بوريس أكونين على موقع كينوبويسك (الروسية)